# Stenobelus aphthosus
Stenobelus aphthosus is een keversoort uit de familie Belidae. De wetenschappelijke naam van de soort is voor het eerst geldig gepubliceerd in 1873 door Pascoe.